# Paški sir
Paški sir izdelujejo iz ovčjega mleka na otoku Pagu. Na drugih otokih izdelujejo različice tega sira (creski sir na otoku Cresu). Paški sir ima obliko cilindra, težak je od 2 do 4 kg. Skorja je gladka, rumena. Testo pa pikantno in tako trdo, da ga lahko ribamo. Na prerezu je praviloma brez očesc ali pa jih ima malo, v velikosti buckine glave.

## Zaščitena označba porekla
Paški sir je eden od tistih hrvaških živil, ki so označena s pripadajočim znakom Evropske unije  za zaščiteno označbo porekla.